# Karol Hoffmann (atleta 1989)
Karol Hoffmann (Varsavia, 1º giugno 1989) è un triplista polacco.

## Biografia
Nasce il 1º giugno 1989 a Varsavia, figlio dell'atleta Zdzisław Hoffmann, campione del mondo nel salto triplo a Helsinki 1983. 

## Progressione

### Salto triplo
| Stagione | Misura  | Luogo     | Data      | Rank. Mond. |
| -------- | ------- | --------- | --------- | ----------- |
| 2016     | 17,16 m | Amsterdam | 9-7-2016  |             |
| 2015     | 15,99 m | Rieti     | 13-9-2015 |             |
| 2014     | 16,64 m | Stettino  | 29-7-2014 |             |
| 2013     | 16,66 m | Nizza     | 13-9-2013 |             |

## Palmarès
| Anno | Manifestazione    | Sede           | Evento       | Risultato | Prestazione | Note                                     |
| ---- | ----------------- | -------------- | ------------ | --------- | ----------- | ---------------------------------------- |
| 2007 | Europei juniores  | Hengelo        | Salto triplo | 22º (q)   | 15,00 m     |                                          |
| 2008 | Mondiali juniores | Bydgoszcz      | Salto triplo | 10º       | 15,42 m     |                                          |
| 2011 | Europei under 23  | Ostrava        | Salto triplo | 10º       | 16,21 m     |                                          |
| 2012 | Europei           | Helsinki       | Salto triplo | 6º        | 16,74 m     |                                          |
| 2014 | Mondiali indoor   | Sopot          | Salto triplo | 5º        | 16,89 m     | Miglior prestazione personale stagionale |
| 2016 | Europei           | Amsterdam      | Salto triplo | Argento   | 17,16 m     | Miglior prestazione personale            |
| 2016 | Giochi olimpici   | Rio de Janeiro | Salto triplo | 12º       | 16,31 m     |                                          |
| 2018 | Europei           | Berlino        | Salto triplo | nm (q)    | nm (q)      |                                          |